# Kostas Stafilidis
Kostas Stafilidis (gr. Κώστας Σταφυλίδης; ur. 2 grudnia 1993) – grecki piłkarz występujący na pozycji obrońcy w niemieckim klubie VfL Bochum oraz w reprezentacji Grecji. Wychowanek PAOK-u, a w trakcie swojej kariery grał także w takich zespołach, jak Bayer Leverkusen, Fulham, Augsburg, Stoke City oraz 1899 Hoffenheim.